# Leesburg, Georgia
Leesburg är administrativ huvudort i Lee County i Georgia. Vid 2010 års folkräkning hade Leesburg 2 896 invånare.

## Historia
Orten grundades cirka 1870 när en järnvägsstation anlades på platsen, kallad Wooten Station. 1872 bytte orten namn till Wooten och tog över som administrativ huvudort för Lee County efter Starksville. Två år senare fick orten sitt nuvarande namn.

## Kända personer
- Luke Bryan, artist
- Roy Hamilton, artist
- Phillip Phillips, artist
- Buster Posey, basebollspelare